# Pasjans
Pasjans (z fr. patience) – układanka karciana (gra karciana), zwana także samotnikiem (fr. solitaire) przy użyciu jednej, dwu lub rzadziej większej liczby talii kart, zazwyczaj dla jednej osoby, w celu ułożenia ich według ustalonych wcześniej reguł w określone sekwencje lub inne uporządkowane układy, bezpośrednio kartami lub za pomocą kart wirtualnych (programów komputerowych).

## Historia

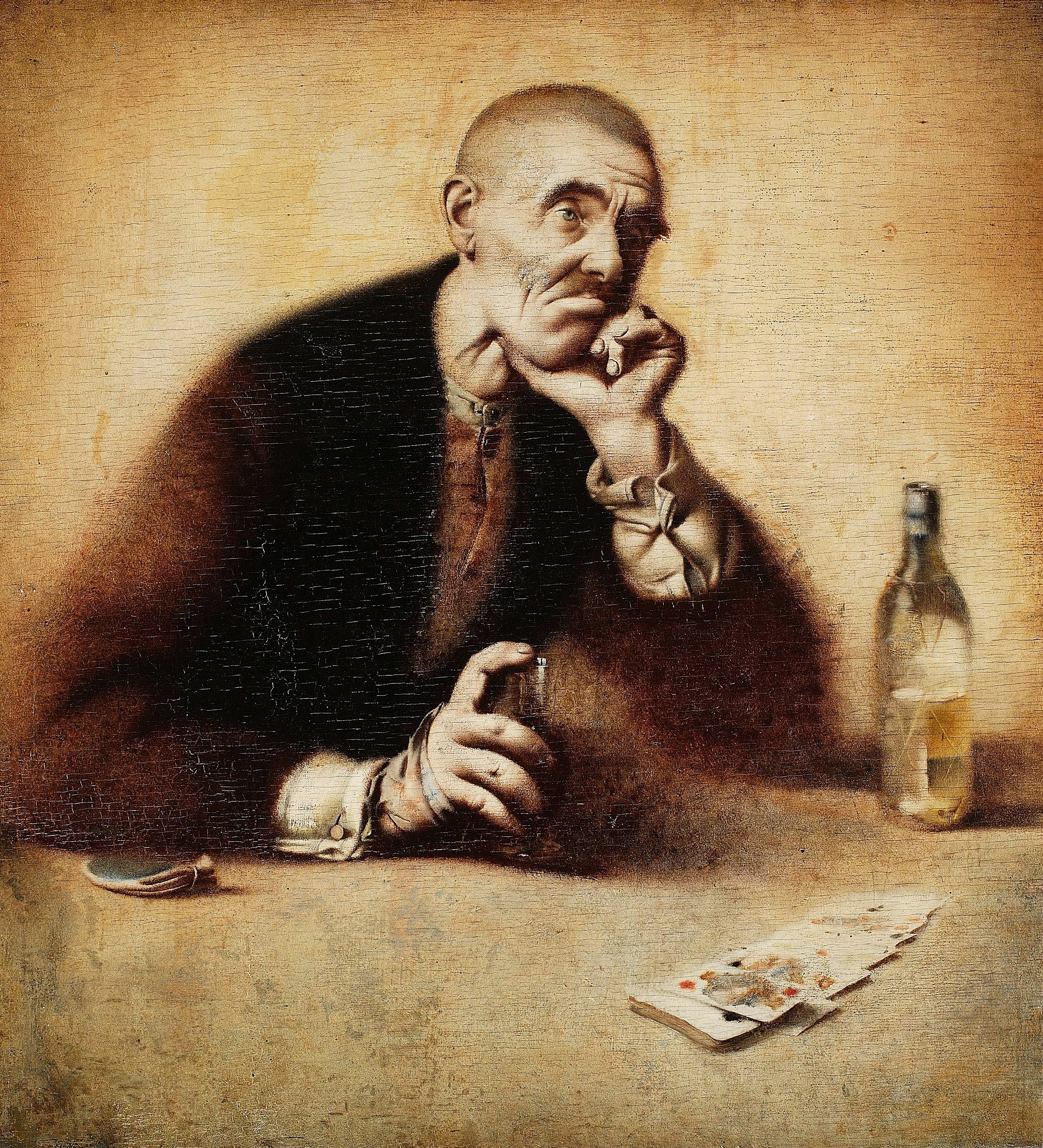
Pasjans
(Jan Gotard, 1931, Muzeum Narodowe w Warszawie)

Pasjanse rozwinęły się z dawnego obyczaju wróżenia z kart. Rozkładanie ich według określonych zasad dla osiągnięcia założonego układu kart służyło początkowo do wróżenia (kartomancja), mającego za cel ciekawość człowieka, by z losowego układu kart, symbolicznie odkrywać i tłumaczyć przyszłe losy. Stopniowo na plan pierwszy wysuwała się przyjemność kombinowania, wprowadzania ładu w układach kart i skutecznego przezwyciężania układów niekorzystnych. W ten sposób zamysł wróżenia z kart został zastąpiony układami według ścisłych reguł i zasad, mających za cel przede wszystkim cierpliwość i przyjemność układającego, gdy osiągnie zamierzony rezultat i korzystny efekt.
Pasjanse zrodziły się we Francji. Znane tam były już w XVII wieku, kiedy to zaczęły powstawać coraz to nowe reguły ich ułożeń. Za czasów króla Ludwika XIII, wielkimi zwolenniczkami tej rozrywki były np. Maria Antonina Habsburżanka czy Madame Juliette Récamier. Szerszą popularność układanki te zyskały następnie w Anglii. W roku 1784 zaczęły być wydawane pierwsze opracowania książkowe poświęcone tej formie spędzania wolnego czasu. Lady Adelajda Cadogan opracowała jedną z najstarszych książek na ten temat pt. (ang. Illustrated Games of Patience; pol. Ilustrowane gry-pasjanse), wydaną w Londynie.
Tuż przed rewolucją francuską pasjanse były szczególnie popularne w dwóch środowiskach: nudzących się dam dworskich oraz więźniów. W pierwszych latach XIX wieku pasjanse zdobyły sobie uznanie w szerszych kręgach społecznych, a w czasie wojen napoleońskich stały się już znane niemal w całej Europie, również i w Polsce. W Polsce jedną z pierwszych pozycji wydawniczych była opracowana w 1881 w Krakowie, nakładem Juliusza Wildta książka pt. Pasyanse, czyli Zabawy w karty tak dla pojedynczych osób jak i dla towarzystwa. W tych czasach rozszerzyła się umiejętność ich stawiania, oraz opracowano reguły ich najkorzystniejszych układów, sposobów postępowania by osiągnąć cel i zamierzenie ich ułożenia.
Warto dodać, że sympatykiem pasjansów był np. pisarz Juliusz Słowacki. Pisząc listy do swojej matki, często zamieszczał szczegółowe instrukcje o nich. Ponadto pasjansami zajmował m.in. marszałek Józef Piłsudski, układając je często w obecności swojej córki Jadwigi Piłsudskiej-Jaraczewskiej. Ulubioną układanką prezydenta USA, Franklina Delano Roosevelta był pasjans o nazwie Święta Helena.
Obecnie istnieje wiele setek przeróżnych pasjansów, od takich, których wynik zależy tylko od szczęśliwego początkowego układu kart, do takich, w których niemal wszystko zależy od zdolności kombinacyjnych i systematycznego, określonego ściśle postępowania w ich ułożeniu.
Nazwy poszczególnych pasjansów przekazywano przede wszystkim w ustnej tradycji. Wiele z nich ma różne inne nazwy. Znane są również pasjanse w odmianach dla jednej lub dwu talii kart.
W czasach popularyzacji komputerów oraz internetu zaczęto opracowywać specjalne programy informatyczne, pozwalające je układać wirtualnymi kartami na ekranie monitora. Pasjans w wersjach cyfrowych jest dostępny online w przeglądarkach oraz aplikacjach mobilnych. Pierwszą komercyjnie sprzedawaną kolekcją komputerową była Solitaire Royale, napisana przez Brada Freggera, która została wydana w 1987 przez amerykańską firmę Spectrum HoloByte. Gra była przeznaczona zarówno na komputery PC (z systemem operacyjnym MS-DOS), jak i na Macintosha. Zawierała 8 różnych pasjansów oraz działała na karcie graficznej EGA.
Według danych firmy Microsoft z 2020, gra miała około 35 milionów aktywnych użytkowników miesięcznie, którzy rozgrywali ponad 100 milionów partii dziennie.

## Rodzaje pasjansów
| Pasjanse z jednej talii kart |                                                   |
| Lp.                          | Nazwa pasjansa                                    |
| 1                            | Aldona                                            |
| 2                            | Bisley                                            |
| 3                            | Demon (Canfield)                                  |
| 4                            | Dziewięćdziesiąt Jeden                            |
| 5                            | FreeCell                                          |
| 6                            | Fundament                                         |
| 7                            | Kadryl                                            |
| 8                            | Król Albert                                       |
| 9                            | Krzyżówka                                         |
| 10                           | Labirynt                                          |
| 11                           | Mały Fortepian (Klondike)                         |
| 12                           | Metternich                                        |
| 13                           | Monte Carlo                                       |
| 14                           | Ogródek                                           |
| 15                           | Pasjans Dżokerowy                                 |
| 16                           | Pasjans Napoleoński (Piwnica lub Areszt)          |
| 17                           | Pasjans Potockiego (Prześcieradełko lub Paganini) |
| 18                           | Piramida                                          |
| 19                           | Rachmistrz                                        |
| 20                           | Sir Tommy (Lady Betty lub Pasjans Stary)          |
| 21                           | Trojaczki                                         |
| 22                           | Trójlistki                                        |
| 23                           | Wieczny Tułacz                                    |

| Pasjanse z dwóch talii kart |                                               |
| Lp.                         | Nazwa pasjansa                                |
| 1                           | Blokada                                       |
| 2                           | Brylant                                       |
| 3                           | Cesarz                                        |
| 4                           | Cromwell                                      |
| 5                           | Czternastki                                   |
| 6                           | Duży Fortepian (Pasjans Dyplomatyczny)        |
| 7                           | Dywan                                         |
| 8                           | Grobowiec Napoleona                           |
| 9                           | Kwadratura Koła                               |
| 10                          | Literat                                       |
| 11                          | Mop                                           |
| 12                          | Ósemka (Królewskie Orszaki)                   |
| 13                          | Pająk (Wąż)                                   |
| 14                          | Parada                                        |
| 15                          | Pasjans Perski (Bezik)                        |
| 16                          | Pasjans Wielki                                |
| 17                          | Piątki (wariant Monte Carlo)                  |
| 18                          | Robin                                         |
| 19                          | Święta Helena (Pająk)                         |
| 20                          | Wąż                                           |
| 21                          | Wielki Paganini (wariant Pasjansa Potockiego) |

## Przykład

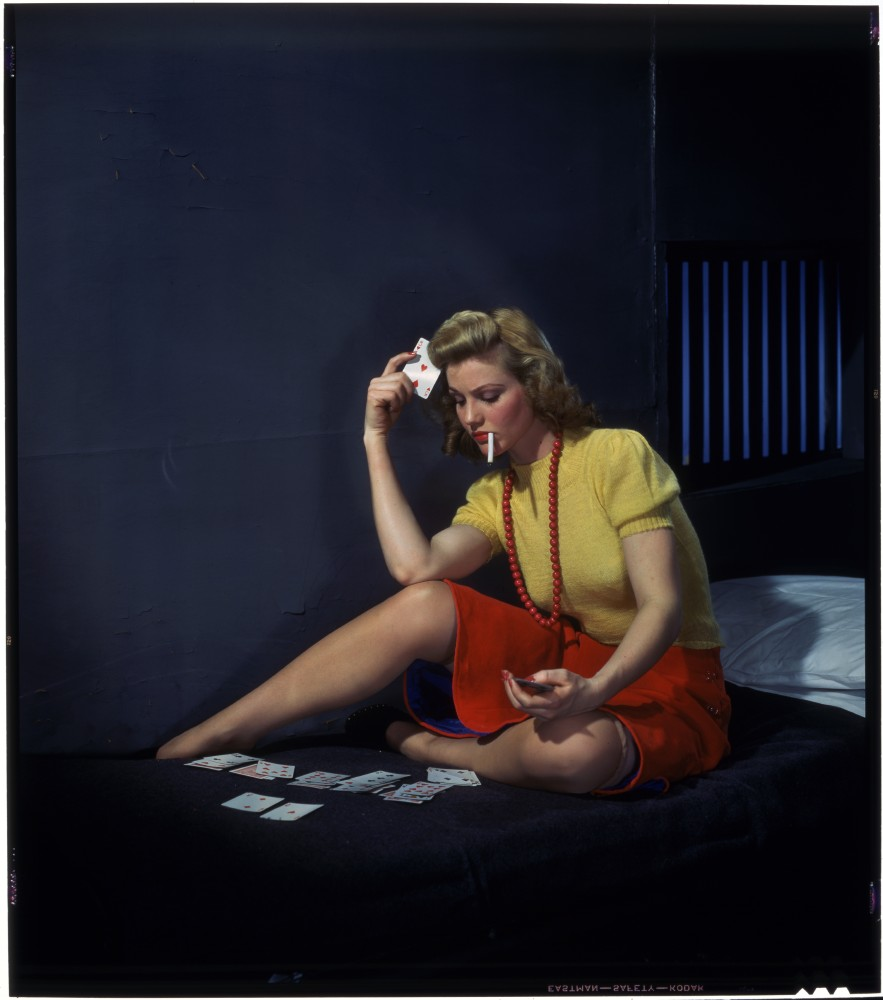
Kobieta podczas układania pasjansa
(artysta Nickolas Muray ok. 1950)

### Pasjans Wielki Paganini
Dwie talie kart (104 karty). Opracowany przez Charlesa Jewella, jako złożony z dwu talii kart wariant Pasjansa Potockiego.

### Ułożenie kart
Gracz po przetasowaniu kart rozkłada kolejno pionowo osiem poziomych rzędów po trzynaście kart odkrytych w rzędzie.

### Cel gry
Ułożenie ośmiu poziomych sekwencji kart w danym kolorze od asów do króli.

### Zasady gry
Po rozłożeniu dywanu 104 kart (ośmiu rzędów po trzynaście kart) wyjmujemy z układu jednego, dowolnie wybranego asa i umieszczamy go jako pierwszą kartę jednego dowolnie wybranego rzędu. Na wolne miejsce (po asie) można położyć kartę o jedno oczko starszą i w kolorze karty po lewej stronie wolnego miejsca. Na kolejne miejsce zwolnione układamy wybraną kartę podobnie jak poprzednio. Porządkujemy w ten sposób układ, dopóki z lewej strony wolnego miejsca nie pojawi się król (na to miejsce nie możemy położyć już żadnej karty). Wtedy lub gdy zwolni się pierwsze miejsce w którymś z rzędów, i na to miejsce nie możemy położyć niczego, wyjmujemy z układu i umieszczamy w jednym, dowolnym z rzędów jako pierwszą kartę następnego asa. Wolne pierwsze miejsce w rzędzie może wówczas, jeśli jest asem, zostać wypełnione dwójką w danym kolorze. Rozgrywka trwa aż do chwili wyjęcia z układu ostatniego asa.
W toku gry mogą ujawnić się w układzie dwa lub więcej wolnych miejsc do manipulacji, możemy je wykorzystać według zasad przekładania kart. Powstaje wówczas mnogość kombinacji przełożeń i przewidywań pojawienia się dogodnych kart do odpowiednich przestawień. Gdy po wyłożeniu ósmego asa nie uda się całego układu uporządkować w kolorach rosnąco za asami – pasjans nie wyszedł. Jest to rezultat złych wyborów przełożeń lub trudnego ułożenia początkowego kart.